# Моралес, Сурелья
Сурелья Моралес Росильо (исп. Surella Morales Rosillo; род. 16 июня 1963, Серро) — кубинская легкоатлетка, специалистка по бегу на короткие дистанции. Выступала за сборную Кубы по лёгкой атлетике в 1990-х годах, обладательница бронзовой медали Игр доброй воли, чемпионка Панамериканских игр, бронзовая призёрка иберо-американского чемпионата, участница летних Олимпийских игр в Атланте.

## Биография
Сурелья Моралес родилась 16 июня 1963 года в муниципалитете Серро, Гавана.
Первого серьёзного успеха на международном уровне добилась в сезоне 1978 года, когда вошла в состав кубинской сборной и выступила на юношеском первенстве Центральной Америки и Карибского бассейна в Халапе, где вместе с соотечественницами выиграла серебряную медаль в зачёте эстафеты 4 × 100 метров.
В 1993 году на чемпионате Центральной Америки и Карибского бассейна в Кали стала бронзовой призёркой в эстафете 4 × 100 метров.
В 1994 году завоевала бронзовую награду в эстафете 4 × 400 метров на Играх доброй воли в Санкт-Петербурге.
В 1995 году в эстафете 4 × 400 метров одержала победу на Панамериканских играх в Мар-дель-Плате, стартовала на чемпионате мира в Гётеборге — успешно выступила на предварительном квалификационном этапе, после чего в финале кубинки уже без её участия стали седьмыми.
В 1996 году на иберо-американском чемпионате в Медельине с личным рекордом 23,11 выиграла бронзовую медаль в беге на 200 метров. Благодаря череде успешных выступлений удостоилась права защищать честь страны на летних Олимпийских играх в Атланте — в программе эстафеты 4 × 400 метров благополучно преодолела предварительный квалификационный этап, затем в финале показала шестой результат.